# Moschea Ak

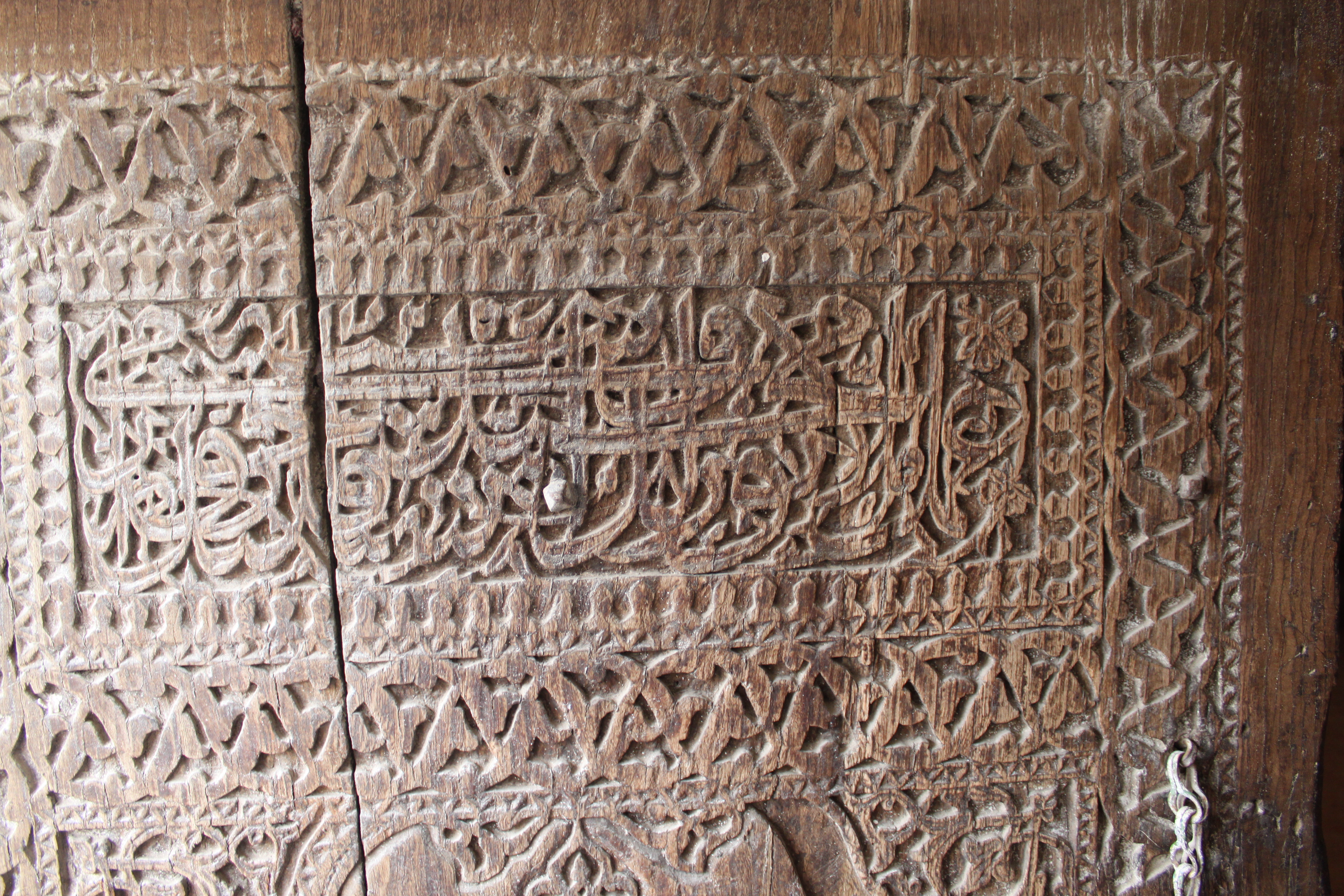
Dettaglio della porta di ingresso

La moschea Ak è una piccola moschea di Itchan Kala a Khiva in Uzbekistan.

## La moschea
Venne costruita nel 1657 sotto la dinastia Seybanide di Anush-khan ma venne poi completata solo nel 1838-42. Tutto ciò è attestato da un'iscrizione in legno sulla porta di ingresso. L'edificio è composto di un corpo di 6.33x6.35m con attorno un loggiato a colonne di legno. Si trova accanto alla porta orientale Palvan Darvoza. Non vi sono particolari decorazioni e tutto è molto semplice e modesto. Sul tetto vi è una cupola semisferica.
All'interno della moschea si trovano i bagni di Anush-khan.